# El halcón y la flecha
El halcón y la flecha (The Flame and the Arrow) es una película de aventuras estadounidense de 1950 dirigida por Jacques Tourneur.
Es una de las dos películas en las que Burt Lancaster, acompañado de Nick Cravat, su antiguo compañero y amigo de su época en el circo, realiza toda clase de proezas acrobáticas sin ser doblado. La otra sería El temible burlón (The Crimson Pirate, 1952), dirigida por Robert Siodmak.

## Argumento
En el siglo XII, Lombardía se encuentra tiranizada por un conde germano, apodado "El Halcón". Pero en los montes se encuentra la resistencia, que hostiga al conde todo lo que puede. Años atrás, Francesca (Lynn Baggett) había abandonado en favor del conde a Dardo (Burt Lancaster), el cual no se ha unido aún a la resistencia. Sin embargo, cuando el conde rapta a su pequeño hijo (que tuvo con Francesca), las cosas cambian. Dardo se incorpora a la resistencia y luchará para liberar a su pequeño.

## Premios
La película tuvo dos candidaturas al Óscar: a la mejor música y a la mejor fotografía.